# Jurčičeva ulica, Maribor
Jurčičeva ulica v Mariboru je nepogrešljiv del mozaika starega trgovskega dela. Na njej najdemo trgovinice in lokale z gostinsko ponudbo, ki poskrbijo za poživitev in pisanost starega mestnega jedra. Dogajanje mnogokrat popestrijo še zvoki strun ali harmonike ter globokih glasov. Po Jurčičevi se lahko sprehodite vse do Gosposke ulice in do Trga Leona Štuklja.
Na vogalu Jurčičeve ulice je bil nekoč sedež uredništva časopisa Slovenski narod, v katerem sta nekoč delovala Anton Tomšič in Josip Jurčič, po katerem je bila ulica poimenovana. Najstarejše ime te ulice je Kleine Herren Gasse (Mala gosposka ulica), ki se prvič pojavi leta 1648.
Zgradba v Jurčičevi ulici 5 je bila nekoč gostilna Pri Jelenu, ena najuglednejših v starem Mariboru. V njej so prenočili celo cesarji Jožef II., Leopold II., Franc I. in ruski car Aleksander I. s soprogo.